# Bisdom Kreta
Het Bisdom Kreta, soms ook Bisdom Candia (Latijn: Dioecesis Candiensis; Grieks: Μητρόπολη της Κρήτης) is een katholiek bisdom, dat het eiland Kreta omvat. De bisschopszetel gaat terug tot in de oudheid. In de middeleeuwen waren er op Kreta vanaf 1213 verschillende bisschopszetels, tijdens de Venetiaanse overheersing had het elf bisdommen. In Candia/Iraklion bevond zich een aartsbisschoppelijke zetel. De hiërarchie werd onderbroken door de Turkse bezetting. Sinds 28 augustus 1874 is de bisschopszetel van Kreta hersteld, die suffragaan is aan  het aartsbisdom Naxos-Tinos. Zetel van de bisschop is in Iraklion (de historische naam Candia duidt zowel Iraklion als het eiland Kreta aan).
Het bisdom telt ongeveer 3500 katholieke gelovigen, ongeveer 0,7% van de totale bevolking. Drie paters zijn werkzaam in de zielzorg.

## Bisschoppen van Candia
- 1910-1926: Francesco Giuseppe Seminara OFMCap
- 1934-1935: Lorenzo Giacomo Inglese OFMCap
- 1952-1974: Georges Xenopulos SJ (apostolisch administrator)
- 1974-2014: Franghískos Papamanólis OFMCap (apostolisch administrator )
- 2014-heden: Petros Stefanou (apostolisch administrator)